# Pavel Tretjakov
Pavel Mikhajlovitj Tretjakov (russisk: Па́вел Миха́йлович Третьяко́в, tr. Pável Mikhájlovitj Tretjakóv; født 27. december 1832 i Moskva, Det Russiske Kejserrige, død 16. december 1898, samme sted) var en russisk forretningsmand, kunstelsker, kunstsamler og filantrop. Tretjakovgalleriet og Tretjakovvejen i Moskva er opkaldt efter Pavel Tretjakov. Hans broder S.M. Tretjakov var også en berømt kunstelsker og filantrop.